# Жернаковская
Жернаковская — деревня в Шенкурском районе Архангельской области. Входит в состав муниципального образования «Федорогорское».

## География
Деревня расположена в южной части Архангельской области, в таёжной зоне, в пределах северной части Русской равнины, в 92 километрах на восток от города Шенкурска, на правом берегу реки Кодима, притока Северной Двины. Ближайшие населённые пункты: на юге деревня Заберезовская, на севере Монастырская, на западе Носовская, Нагорная и Шахановка.
Часовой пояс
Жернаковская, как и вся Архангельская область, находится в часовой зоне МСК (московское время). Смещение применяемого времени относительно UTC составляет +3:00.

## Население
| 2002 | 2010 | 2012 |
| ---- | ---- | ---- |
| 19   | ↘12  | ↘10  |

## История
Указана в «Списке населённых мест по сведениям 1859 года» в составе Шенкурского уезда(2-го стана) Архангельской губернии под номером «2351» как «Жерновская (Жернаковская, Подгорская)». Насчитывала 5 дворов, 19 жителей мужского пола и 23 женского.
В «Списке населенных мест Архангельской губернии к 1905 году» деревня Жернаковская (Подгорье) насчитывает 12 дворов, 32 мужчины и 29 женщин. В административном отношении деревня входила в состав Шахановского сельского общества Шахановской волости.
На 1 мая 1922 года в поселении 12 дворов, 18 мужчин и 22 женщины.
В результате объединения муниципальных образований «Федорогорское» и «Шахановское» — в Федорогорское сельское поселение 2 июля 2012 года № 523-32-ОЗ, деревня Жернаковская вошла в его состав.